# Campionato europeo maschile di pallacanestro Under-18 1998
Il 18º Campionato europeo di pallacanestro maschile Under-18 (noto anche come FIBA Europe Under-18 Championship 1998) si è svolto in Bulgaria, presso Varna, dal 3 al 12 luglio 1998.

## Squadre partecipanti
- Slovenia
- Francia
- Grecia
- Italia
- Lettonia
- Lituania

- Turchia
- Russia
- Croazia
- Israele
- Spagna
- Bulgaria

## Primo turno
Le squadre sono divise in 2 gruppi da 6 squadre ciascuno, con gironi all'italiana. Le prime quattro si qualificano per la fase successiva ad eliminazione diretta, mentre le ultime giocano per il 9-12 posto.

### Gruppo A
| Team        | Pt | V - P | PF - PS   | Dp  |
| ----------- | -- | ----- | --------- | --- |
| 1. Grecia   | 10 | 5 - 0 | 443 - 357 | +86 |
| 2. Slovenia | 8  | 3 - 2 | 380 - 381 | -1  |
| 3. Russia   | 7  | 2 - 3 | 422 - 425 | -3  |
| 4. Lettonia | 7  | 2 - 3 | 394 - 399 | -5  |
| 5. Francia  | 7  | 2 - 3 | 353 - 385 | -32 |
| 6. Turchia  | 6  | 1 - 4 | 306 - 351 | -45 |

### Gruppo B
| Team        | Pt | V - P | PF - PS   | Dp  |
| ----------- | -- | ----- | --------- | --- |
| 1. Israele  | 10 | 5 - 0 | 392 - 320 | +72 |
| 2. Spagna   | 9  | 4 - 1 | 421 - 337 | +84 |
| 3. Croazia  | 7  | 2 - 3 | 393 - 361 | +32 |
| 4. Bulgaria | 7  | 2 - 3 | 386 - 450 | -64 |
| 5. Lituania | 7  | 2 - 3 | 381 - 431 | -50 |
| 6. Italia   | 5  | 0 - 5 | 314 - 354 | -40 |

## Fase a eliminazione diretta

### Quarti di finale
|  | Quarti di finale 1º/4º posto | Quarti di finale 1º/4º posto |          |          | Semifinali 1º/4º posto | Semifinali 1º/4º posto |  |  | Finale 1º/2º posto | Finale 1º/2º posto |
|  |                              |                              |          |          |                        |                        |  |  |                    |                    |
|  |                              |                              |          |          |                        |                        |  |  |                    |                    |
|  |                              |                              |          |          |                        |                        |  |  |                    |                    |
|  | Grecia                       | 106                          |          |          |                        |                        |  |  |                    |                    |
|  | Grecia                       | 106                          |          |          |                        |                        |  |  |                    |                    |
|  | Bulgaria                     | 74                           |          |          |                        |                        |  |  |                    |                    |
|  | Bulgaria                     | 74                           | Grecia   | 88       |                        |                        |  |  |                    |                    |
|  |                              |                              | Grecia   | 88       |                        |                        |  |  |                    |                    |
|  |                              | Spagna                       | 89       |          |                        |                        |  |  |                    |                    |
|  | Spagna                       | Spagna                       | 89       | 97       |                        |                        |  |  |                    |                    |
|  | Spagna                       |                              |          | 97       |                        |                        |  |  |                    |                    |
|  | Russia                       | 73                           |          |          |                        |                        |  |  |                    |                    |
|  | Russia                       | 73                           | Spagna   | 81       |                        |                        |  |  |                    |                    |
|  |                              |                              | Spagna   | 81       |                        |                        |  |  |                    |                    |
|  |                              | Croazia                      | 70       |          |                        |                        |  |  |                    |                    |
|  | Israele                      | Croazia                      | 70       | 71       |                        |                        |  |  |                    |                    |
|  | Israele                      |                              |          | 71       |                        |                        |  |  |                    |                    |
|  | Lettonia                     | 73                           |          |          |                        |                        |  |  |                    |                    |
|  | Lettonia                     | 73                           | Lettonia | 65       | Finale 3º/4º posto     | Finale 3º/4º posto     |  |  |                    |                    |
|  |                              |                              | Lettonia | 65       | Finale 3º/4º posto     | Finale 3º/4º posto     |  |  |                    |                    |
|  |                              | Croazia                      | 81       |          |                        |                        |  |  |                    |                    |
|  | Croazia                      | Croazia                      | 81       | 86       | Grecia                 | 97                     |  |  |                    |                    |
|  | Croazia                      |                              |          | 86       | Grecia                 | 97                     |  |  |                    |                    |
|  | Slovenia                     | 68                           |          | Lettonia | 91                     |                        |  |  |                    |                    |
|  | Slovenia                     | 68                           |          |          | 91                     |                        |  |  |                    |                    |
|  |                              |                              |          |          |                        |                        |  |  |                    |                    |
|  |                              |                              |          |          |                        |                        |  |  |                    |                    |

### Tabellone 5º-8º posto
|  | Semifinali 5º/8º posto | Semifinali 5º/8º posto | Semifinali 5º/8º posto |         |        | Finale 5º/6º posto | Finale 5º/6º posto | Finale 5º/6º posto |  |
|  |                        |                        |                        |         |        |                    |                    |                    |  |
|  | Bulgaria               | Bulgaria               | 85                     |         |        |                    |                    |                    |  |
|  | Bulgaria               | Bulgaria               | 85                     |         |        |                    |                    |                    |  |
|  | Russia                 | Russia                 | 93                     |         |        |                    |                    |                    |  |
|  | Russia                 | Russia                 | 93                     |         | Russia | Russia             | 94                 |                    |  |
|  |                        |                        |                        |         | Russia | Russia             | 94                 |                    |  |
|  |                        |                        | Israele                | Israele | 55     |                    |                    |                    |  |
|  | Israele                | Israele                | Israele                | Israele | 55     | 95                 |                    |                    |  |
|  | Israele                | Israele                |                        |         |        | 95                 |                    |                    |  |
|  | Slovenia               | Slovenia               | 75                     |         |        | Finale 7º/8º posto | Finale 7º/8º posto | Finale 7º/8º posto |  |
|  | Slovenia               | Slovenia               | 75                     |         |        |                    |                    |                    |  |
|  |                        |                        |                        |         |        |                    |                    |                    |  |
|  |                        |                        |                        |         |        | Bulgaria           | Bulgaria           | 84                 |  |
|  |                        |                        |                        |         |        | Bulgaria           | Bulgaria           | 84                 |  |
|  |                        |                        |                        |         |        | Slovenia           | Slovenia           | 101                |  |

### Tabellone dal 9º al 12º posto
|  | Semifinali 9º/12º posto | Semifinali 9º/12º posto | Semifinali 9º/12º posto |          |         | Finale 9º/10º posto  | Finale 9º/10º posto  | Finale 9º/10º posto  |  |
|  |                         |                         |                         |          |         |                      |                      |                      |  |
|  | Francia                 | Francia                 | 66                      |          |         |                      |                      |                      |  |
|  | Francia                 | Francia                 | 66                      |          |         |                      |                      |                      |  |
|  | Italia                  | Italia                  | 55                      |          |         |                      |                      |                      |  |
|  | Italia                  | Italia                  | 55                      |          | Francia | Francia              | 68                   |                      |  |
|  |                         |                         |                         |          | Francia | Francia              | 68                   |                      |  |
|  |                         |                         | Lituania                | Lituania | 70      |                      |                      |                      |  |
|  | Turchia                 | Turchia                 | Lituania                | Lituania | 70      | 60                   |                      |                      |  |
|  | Turchia                 | Turchia                 |                         |          |         | 60                   |                      |                      |  |
|  | Lituania                | Lituania                | 75                      |          |         | Finale 11º/12º posto | Finale 11º/12º posto | Finale 11º/12º posto |  |
|  | Lituania                | Lituania                | 75                      |          |         |                      |                      |                      |  |
|  |                         |                         |                         |          |         |                      |                      |                      |  |
|  |                         |                         |                         |          |         | Italia               | Italia               | 61                   |  |
|  |                         |                         |                         |          |         | Italia               | Italia               | 61                   |  |
|  |                         |                         |                         |          |         | Turchia              | Turchia              | 67                   |  |

## Classifica finale
| -       | Team     | Formazione |
| ------- | -------- | --- |
| Oro     | Spagna   | Spagna under 184 Herraiz, 5 Rodríguez, 6 Cabezas, 7 Navarro, 8 Calderón, 9 Reyes, 10 Drame, 11 Valera, 12 Bueno, 13 Gabriel, 14 López, 15 Gasol, |
| Argento | Croazia  | |
| Bronzo  | Grecia   | |
| 4.      | Lettonia | |
| 5.      | Russia   | |
| 6.      | Israele  | |
| 7.      | Slovenia | |
| 8.      | Bulgaria | |
| 9.      | Lituania | |
| 10.     | Francia  | |
| 11.     | Turchia  | |
| 12.     | Italia   | |

## Premi individuali

### MVP del torneo
- Sani Bečirovič

### Miglior quintetto del torneo
- Juan Carlos Navarro
- Sani Bečirovič
- Andrei Kirilenko
- Felipe Reyes
- Andrija Žižić